# ارس تبتی
ارس تبتی (نام علمی: Juniperus tibetica) نام یک گونه از سرده ارس است.